# Lynja
Lynn Yamada Davis (31 tháng 7 năm 1956 - 1 tháng 1 năm 2024) là một người Mỹ nổi tiếng với các bộ phim TikTok và YouTube Shorts lan truyền của mình. Cô cũng được biết đến nhiều hơn trên mạng với cái tên Lynja. Tính đến tháng 1 năm 2024, "Cooking with Lynja" đã có hơn 9,8 triệu người đăng ký YouTube và 19,1 triệu người theo dõi TikTok. Nó được khen ngợi vì các chỉnh sửa có phong cách nhanh và tham chiếu đến các meme trực tuyến.
Cô là cựu sinh viên MIT, đã có 29 năm làm nhân viên tại Phòng thí nghiệm AT&T. Ở tuổi sáu mươi ba, niềm đam mê tạo video của cô bắt đầu vào năm 2020. Cô đã nhận được ba Giải thưởng Streamy kể từ khi video của cô trở nên phổ biến rộng rãi.

## Cuộc sống và sự nghiệp
Lynn T. Yamada sinh ra ở Thành phố New York vào ngày 31 tháng 7 năm 1956, với Mabel Fujisake và Tadao Yamada. Cô là một người Mỹ gốc Nhật thuộc thế hệ thứ ba. Cô theo học tại trường trung học Fort Lee khi lớn lên ở Fort Lee, New Jersey.
Cô học tại Viện Công nghệ Massachusetts (MIT), nơi cô tốt nghiệp năm 1977 với bằng kỹ sư dân dụng. Cô giám sát The Tech, tờ báo sinh viên, với tư cách là chủ tịch khi còn là sinh viên MIT. Cô làm việc cho chính phủ sau khi tốt nghiệp, đảm bảo rằng các cơ sở liên bang có thể tiếp cận được. Cô tiếp tục tốt nghiệp Trường Kinh doanh Columbia với bằng quản trị kinh doanh và y tế công cộng.
Davis đã có 29 năm làm kỹ sư hệ thống và quản lý dự án tại Phòng thí nghiệm AT&T.
Bản mẫu:Infobox Youtuber